# Bellecombe
Bellecombe là một xã trong vùng hành chính Franche-Comté, thuộc tỉnh Jura, quận Saint-Claude, tổng Les Bouchoux. Tọa độ địa lý của xã là 46° 18' vĩ độ bắc, 05° 54' kinh độ đông. Bellecombe nằm trên độ cao trung bình là 1.200 mét trên mặt nước biển, có điểm thấp nhất là 1.150 mét và điểm cao nhất là 1.380 mét. Xã có diện tích 12.17 km², dân số vào thời điểm 2005 là 91 người; mật độ dân số là 7 người/km².